# セントラルクイーンズランド大学
セントラルクイーンズランド大学（セントラルクイーンズランドだいがく、英語: Central Queensland University 、通称：CQUniversity、略称；CQU）は、オーストラリア、クイーンズランド州、ロックハンプトン(Rockhampton) 北部の広大な敷地に本部を置く公立大学である。

## 概要
シドニー、メルボルン、ブリスベンなどのオーストラリア有数都市や同校の基軸となる地方郊外などに様々な学部と研究拠点を有し、質の高い学習ができる国内有数の大学に属する。広範囲にわたる学生支援、高品位の学位取得プログラム、一流の技術を提供していることで定評があり、キャリック優秀教育賞、オーストラリア文化賞、クイーンズランド教育輸出賞、国家教育輸出賞など多岐にわたる政府認定と複数の賞を受けている。また、100カ国以上の留学生が国際的な環境の中で学び、卒業後の将来に対して実践に即した授業を提供していることで、同国政府の教育セクターより認定されたトップクラスの公立大学とされる。
近年「最も運営が成功している大学」として評価されているが、一昔前は国内でも低レベルの学校と揶揄された。2000年代から各部の改善を行ない、優秀な海外留学生の取り込みと育成に重点を置き、国内学費が高騰する中で稀に見る学生数の増加を記録している。そして、地方郊外にある国内最大級の敷地面積の中にある校舎や大都市の最新設備をもったキャンパス、研究所の数のみならず、教授や講師、スタッフとの距離も近く分からないことを聞ける環境作りやインターンシッププログラムの率先などの様々な試みが、国内外などから高い評価を得ている。毎年おこなわれる政府調査(Quality Indicators for Learning and Teaching (QILT) )では、卒業生の就職率、高所得率、満足度の総合ランキングにおいて、常に国内首位から上位4位以内を記録している。卒業後の給与面においては、コンピューター・IT 関連、建設、教育分野が、2015年以降より国内トップランクに位置する。また、ビジネスやマーケティング学科の授業強化施策により、2015年以降CEO Magazine上で、同目は、世界ランキング最上位グループに格付けされた
クイーンズランド州に限り、州政府が運営統括する高等技術専門学校(TAFE - Technical and Further Education)の生徒教育部門を担っている。また、各分野での優秀者のみが同大学の学士・修士・博士課程などに単位移行や特別入学ができるという特徴がある。
同大学の同窓会が作成した、キャンパスライフを満喫する為の「卒業するまでにしておくリスト60」は、各大学が参考にするほどの好評を得ている。

## 歴史
- 1967年- The Queensland Institute of Technology としてロックハンプトン(Rockhampton)とブリスベン(Brisbane)に創設。
- 1970年- The College of Central Queenslandとして名称変更。
- 1992年- University of Central Queensland (UCQ) の名で大学称号となる。
- 1994年- Central Queensland University(CQU)に称号変更。
- 2003年- 最良の地域系大学として、7つ星評価を受ける。
- 2008年- CQUniversity として名称採用。

## キャンパス
- クイーンズランド州ロックハンプトン(Rockhampton)本部の他に10拠点(Biloela, Brisbane, Bundaberg, Cairns, Emerald, Gladstone, Mackay, Noosa, Townsville, Yeppoon）と、その他の州に3拠点(Sydney, Melbourne, Adelaide)を設けている。

- 1994年にCampus Group Holdings (CGH) と提携、国内の他に、フィジー、香港、シンガポールなどにキャンパスを持つ。
- 遠隔教育

## 学部
- Business
- Engineering
- IT
- Economics
- Health
- Life
- 化学
- Psychology
- Sociology
- 人文科学
- 表現芸術

など

## 著名な卒業生
- 政治家： ジョージ・クリステンセン
- 政治家： ロバート・ステュアート
- 高官： マーティン・ボウルズ
- 俳優： ウィリアム・マッキンズ
- CEO (Energex)： エフェニー・テリー
- 他